# Hyleas Fountain

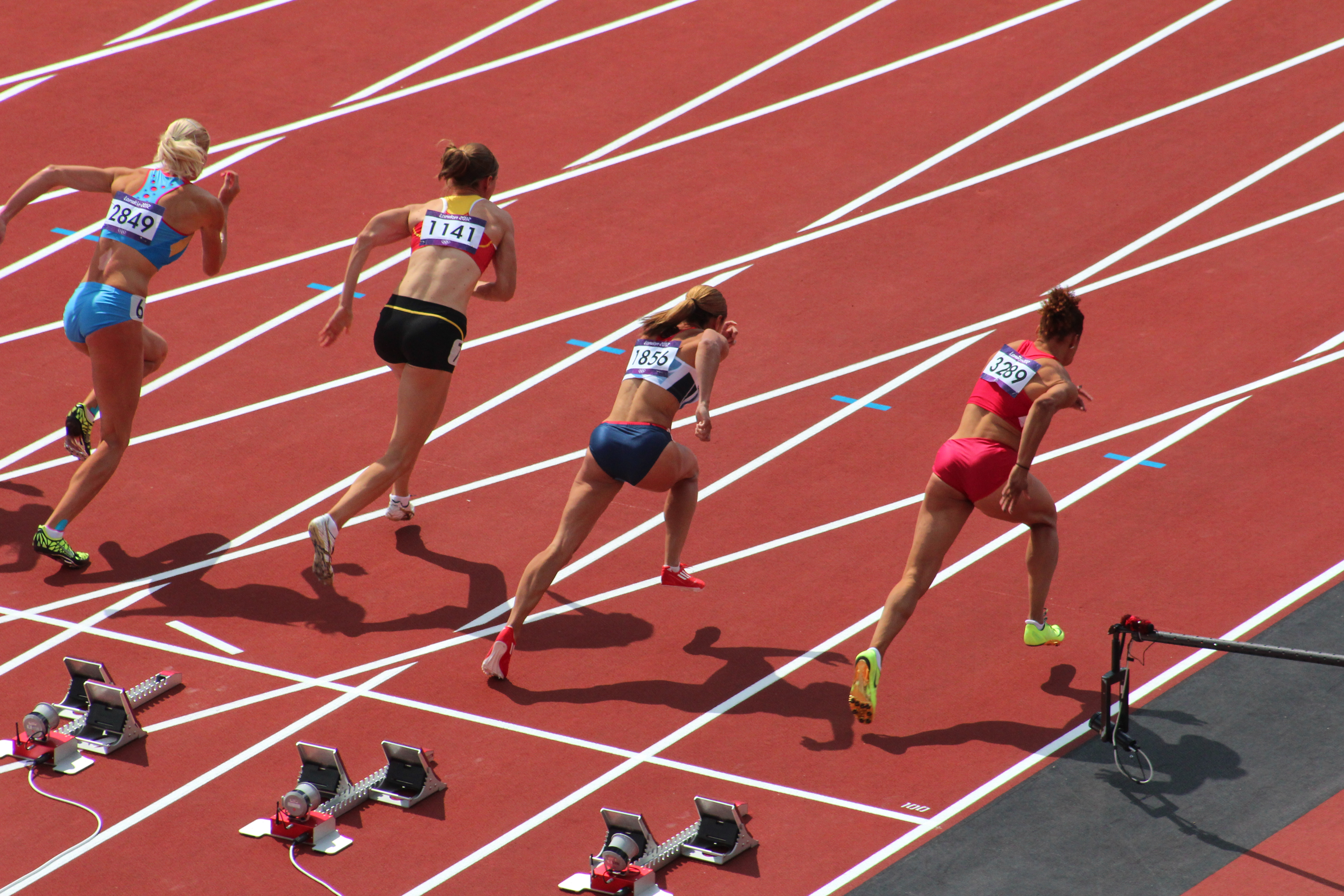
Juegos Olímpicos de Londres 2012. Competencia del viernes 3 de agosto en el Estadio Olímpico. Heptatlón femenino, 100 m vallas. Se aprecian en la imagen: Tatyana Chernova, Sara Aerts, Jessica Ennis, e Hyleas Fountain.

Hyleas Fountain (nacida el 14 de enero de 1981 en Columbus, Georgia) es una heptatleta estadounidense.
Fountain estudio en la Preparatoria Central Dauphin East en Harrisburg, Pensilvania y la Universidad de Georgia. Fountain ha ganado los campeonatos de la NCAA tanto como en heptatlón y salto de longitud. Foutain fue entrenada bajo las órdenes del entrenador Mr. Al Moten.
En 2005 Fountain quedó en duodécimo lugar en el Campeonato Mundial de Atletismo y octavo lugar en el Campeonato Mundial de Atletismo de Interior de 2006.
En 2008 Fountain calificó para los Juegos Olímpicos de Pekín 2008 al ganar en las pruebas olímpicas de Estados Unidos con una puntuación de 6667 puntos en heptatlón. Su mejor resultado en salto de longitud es de 6.88 metros.
En los Juegos Olímpicos de Pekín, ella había quedado en la posición para una medalla de bronce, sin embargo la medallista de plata Lyudmila Blonska resultó positiva en su test de droga, y Fountain fue elevada a la posición de una medalla de plata.